# Renault RE50
Renault RE50 — автомобиль Формулы-1 французской команды Equipe Renault Elf, построенный для участия в чемпионате 1984 года.

## Результаты выступлений в гонках
| Код | Название Гран-при       | Код | Название Гран-при          |
| --- | ----------------------- | --- | -------------------------- |
| 500 | 500 миль Индианаполиса  | МАЗ | Гран-при Малайзии          |
| 70Л | Гран-при 70-летия       | МАЙ | Гран-при Майами            |
| АБУ | Гран-при Абу-Даби       | МАР | Гран-при Марокко           |
| АВС | Гран-при Австралии      | МЕК | Гран-при Мексики           |
| АВТ | Гран-при Австрии        | МЕХ | Гран-при Мехико            |
| АЗЕ | Гран-при Азербайджана   | МОН | Гран-при Монако            |
| АЙФ | Гран-при Айфеля         | НИД | Гран-при Нидерландов       |
| АРГ | Гран-при Аргентины      | ПЕС | Гран-при Пескары           |
| БАХ | Гран-при Бахрейна       | ПОР | Гран-при Португалии        |
| БЕЛ | Гран-при Бельгии        | РОФ | Гран-при России            |
| БРА | Гран-при Бразилии       | САН | Гран-при Сан-Марино        |
| ВЕЛ | Гран-при Великобритании | САП | Гран-при Сан-Паулу         |
| ВЕН | Гран-при Венгрии        | САУ | Гран-при Саудовской Аравии |
| ГЕР | Гран-при Германии       | САХ | Гран-при Сахира            |
| ДАЛ | Гран-при Далласа        | СИН | Гран-при Сингапура         |
| ДЕТ | Гран-при Детройта       | СОЕ | Гран-при США               |
| ЕВР | Гран-при Европы         | СШЗ | Гран-при США-Запад         |
| ИНД | Гран-при Индии          | ТИХ | Гран-при Тихого океана     |
| ИСП | Гран-при Испании        | ТОС | Гран-при Тосканы           |
| ИТА | Гран-при Италии         | ТУЦ | Гран-при Турции            |
| КАН | Гран-при Канады         | ФРА | Гран-при Франции           |
| КАТ | Гран-при Катара         | ШВА | Гран-при Швейцарии         |
| КИТ | Гран-при Китая          | ШВЕ | Гран-при Швеции            |
| КОР | Гран-при Кореи          | ШТИ | Гран-при Штирии            |
| ЛАС | Гран-при Лас-Вегаса     | ЭМИ | Гран-при Эмилии-Романьи    |
| СИЗ | Гран-при Сизарс-пэласа  | ЮЖН | Гран-при ЮАР               |
| ЛЮК | Гран-при Люксембурга    | ЯПО | Гран-при Японии            |

| Год  | Шасси        | Двигатель             | Шины | Пилоты  | 1    | 2    | 3   | 4    | 5    | 6    | 7    | 8    | 9    | 10  | 11  | 12   | 13   | 14   | 15   | 16   | Место | Очки |
| ---- | ------------ | --------------------- | ---- | ------- | ---- | ---- | --- | ---- | ---- | ---- | ---- | ---- | ---- | --- | --- | ---- | ---- | ---- | ---- | ---- | ----- | ---- |
| 1984 | Renault RE50 | Renault EF1 1,5 л, V6 | M    |         | БРА  | ЮАР  | БЕЛ | САН  | ФРА  | МОН  | КАН  | ДЕТ  | ДАЛ  | ВЕЛ | ГЕР | АВТ  | НИД  | ИТА  | ЕВР  | ПОР  | 5     | 34   |
| 1984 | Renault RE50 | Renault EF1 1,5 л, V6 | M    | Тамбе   | 5    | Сход | 7   | Сход | 2    | Сход | НС   | Сход | Сход | 8   | 5   | Сход | 6    | Сход | Сход | 7    | 5     | 34   |
| 1984 | Renault RE50 | Renault EF1 1,5 л, V6 | M    | Уорик   | Сход | 3    | 2   | 4    | Сход | Сход | Сход | Сход | Сход | 2   | 3   | Сход | Сход | Сход | Сход | Сход | 5     | 34   |
| 1984 | Renault RE50 | Renault EF1 1,5 л, V6 | M    | Стрейфф |      |      |     |      |      |      |      |      |      |     |     |      |      |      |      | Сход | 5     | 34   |

| Легенда к таблице |                                                                    |
| --- | ------------------------------------------------------------------ |
| В таблице перечислены результаты всех Гран-при Формулы-1, в которых использовался автомобиль. Строками таблицы являются сезоны, столбцами — этапы чемпионата мира. В каждой клетке указаны сокращённое название этапа и результат, дополнительно обозначенный цветом. Расшифровка обозначений и цветов представлена в нижеследующей таблице. |                                                                    |
| \| Пример \| Описание \| \| ------------ \| ------------------------------------------------------------------ \| \| 1 \| Победитель \| \| 2 \| Второе место \| \| 3 \| Третье место \| \| 5 \| Финишировал, заработав очки \| \| Сход \| Не финишировал, но при этом заработал очки \| \| 12 \| Финишировал, не получив очков \| \| НКЛ \| Финишировал, но не попал в финальную классификацию \| \| 15 \| Участвовал вне зачёта, либо по отдельной классификации \| \| 18 \| Не финишировал, но попал в финальную классификацию \| \| Сход \| Не финишировал \| \| НКВ \| Не прошёл квалификацию \| \| НПКВ \| Не прошёл предквалификацию \| \| ДСК \| Дисквалифицирован \| \| ИСК \| Исключён из протокола соревнований \| \| ТТ \| Заявлен для участия только в тренировках \| \| НС \| Участвовал в квалификации, но не стартовал в гонке \| \| Т \| Травмирован или болен \| \| ОТК \| Отказ от участия \| \| НТР \| Прибыл на соревнования, но на трассу не выезжал \| \| НПР \| Был заявлен в числе участников, но не прибыл к началу соревнований \| \| О \| Соревнования отменены \| \| \| Не участвовал \| \| Поул-позиция \| \| \| Быстрый круг \| \| |                                                                    |
| Пример | Описание                                                           |
| 1 | Победитель                                                         |
| 2 | Второе место                                                       |
| 3 | Третье место                                                       |
| 5 | Финишировал, заработав очки                                        |
| Сход | Не финишировал, но при этом заработал очки                         |
| 12 | Финишировал, не получив очков                                      |
| НКЛ | Финишировал, но не попал в финальную классификацию                 |
| 15 | Участвовал вне зачёта, либо по отдельной классификации             |
| 18 | Не финишировал, но попал в финальную классификацию                 |
| Сход | Не финишировал                                                     |
| НКВ | Не прошёл квалификацию                                             |
| НПКВ | Не прошёл предквалификацию                                         |
| ДСК | Дисквалифицирован                                                  |
| ИСК | Исключён из протокола соревнований                                 |
| ТТ | Заявлен для участия только в тренировках                           |
| НС | Участвовал в квалификации, но не стартовал в гонке                 |
| Т | Травмирован или болен                                              |
| ОТК | Отказ от участия                                                   |
| НТР | Прибыл на соревнования, но на трассу не выезжал                    |
| НПР | Был заявлен в числе участников, но не прибыл к началу соревнований |
| О | Соревнования отменены                                              |
| | Не участвовал                                                      |
| Поул-позиция |                                                                    |
| Быстрый круг |                                                                    |